# Раймбаут де Вакейрас
Раймбау́т де Вакейра́с (Raimbaut de Vaqueiras; роки творчості бл. 1180 р. — 1207 р.) — провансальський трубадур.
Жив при дворі свого друга і покровителя Боніфачо Монферратського. Спочатку був жонглером, а 1194 року був посвячений у лицарі.
Для його творчості характерні експерименти в різних жанрах. Перу цього трубадура-новатора належить гарламбей (один з варіантів пародії), естампіда (пісня в ритмі танцю), девіналь (пісня-загадка в темному стилі). В середньовічному коментарі до однієї з пісень Раймбаута згадується така історія: трубадур розповів про свою любов до Беатріс, маркізи Монферратської в третій особі, і та побажала, щоб закоханий відкрито признався в своїй пристрасті, обіцяючи тому нагороду. Один з творів Раймбаута де Вакейраса покладено на музику Сергієм Слонімським .

## Література

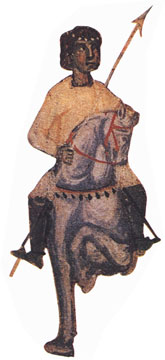
Раймбаут де Вакейрас, з фондів Національної бібліотеки Франції MS. fr. 12473